# Berthold Fuchs
Berthold Fuchs (* 22. Juni 1867 in Budapest; † 29. Mai 1942 in Wien) war ein österreichischer Politiker (SDAP) und Krankenkassenbeamter. Er war von 1919 bis 1921 Abgeordneter zum Landtag von Niederösterreich und von 1925 bis 1932 Abgeordneter zum Wiener Landtag und Gemeinderat.
Fuchs besuchte die Volks- und Bürgerschule in Wien und absolvierte die Staatsgewerbeschule sowie ein Semester für Gesetzeskunde an der Handelsakademie. Er erlernte den Beruf des Maschinenschlossers und war zwischen 1882 und 1900 als Maschinenbauer in Wien, München, Augsburg, Magdeburg, Berlin und Zürich tätig. Im Jahr 1900 trat er eine Stelle als Beamter der Allgemeinen Arbeiterkrankenkasse in Wien an, bereits ab 1895 engagierte er sich politisch. Er war Funktionär in gewerkschaftlichen Organisationen und der Sozialdemokratischen Partei und wirkte als Bezirksrat in Wien-Leopoldstadt. Er vertrat die Sozialdemokratische Arbeiterpartei zudem vom 20. Mai 1919 bis zum 11. Mai 1921 im Niederösterreichischen Landtag, wobei er ab dem 10. November 1920 im Zuge der Trennungsphase Wiens von Niederösterreich der Kurie Wien angehörte und ab dem 30. Dezember 1920 Wiener Delegierter war. Danach war er zwischen 1925 und 1932 Abgeordneter des Wiener Landtags und Mitglied des Gemeinderates.